# Craterul Chiyli

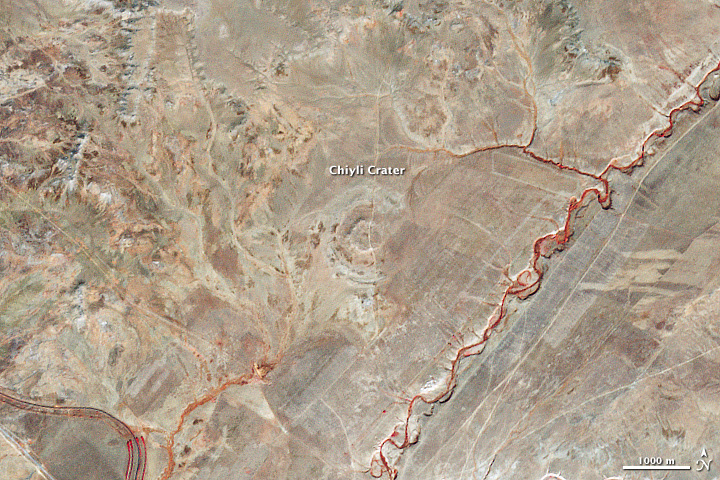
Craterul Chiyli, imagine din satelit NASA

Craterul Chiyli este un crater de impact meteoritic în Kazahstan.

## Date generale
Acesta are 5,5 km în diametru și are vârsta estimată la 46 ± 7 milioane ani (Eocen). Craterul este expus la suprafață.